# Şovut
Şovut è un comune dell'Azerbaigian situato nel distretto di Yardımlı. Conta una popolazione di 255 abitanti.